# Robert Jašków
Robert Jašków, původně polsky Jaśków, (* 4. prosince 1969 Trutnov) je český divadelní, televizní a filmový herec.

## Životopis
Narodil se ve východočeském Trutnově, ale vyrůstal v Peci pod Sněžkou. Po maturitě na gymnáziu v Trutnově vystudoval pražskou DAMU. Působil v Činoherním studiu v Ústí nad Labem, později v Praze v divadle CD94 v Celetné a v současnosti ve Švandově divadle na Smíchově. Získal cenu Telemanie za roli profesora Daňka ve filmu Ivana Pokorného Smrt pedofila (2003). Hrál v seriálech Ranč U Zelené sedmy, Ulice a Expozitura.
Robert Jašków má tři děti se svojí manželkou herečkou Petrou Bartošovou Jaškówovou. Má původem polské příjmení, které se vyslovuje jaśkuv. (s polským „měkkým s“ a krátkým u)
Věnuje se také dabingu, jeho hlas můžeme slyšet ve filmech Lovec Kraven, Strážci Galaxie 3, Dotek Medůzy nebo v seriálech Randal a Hopkirk, Echo nebo Hodně štěstí Charlie.

## Divadelní role
- Bill Lockit v Žebrácké opeře Václava Havla (Švandovo divadlo, 2005)

## Film a televize (výběr)
- 1999 Ene bene
- 2005 Ranč U Zelené sedmy — MVDr. Hroch
- 2008 Bobule
- 2008 Expozitura (TV seriál) — Dan Chládek
- 2012 Ententýky — Petr Melíšek
- 2012 Záblesky chladné neděle
- 2013 České století (TV seriál) — armádní generál Jan Syrový
- 2014 Dědictví aneb Kurvaseneříká — Daněk, filmový producent
- 2015 Policie Modrava (TV seriál)
- 2015 Atentát (TV seriál)
- 2016 Masaryk
- 2016 Drazí sousedé (TV seriál)
- od 2016 Ordinace v růžové zahradě 2 (TV seriál) — doc. MUDr. Leoš Mára
- 2017 Milada
- 2017 Četníci z Luhačovic (TV seriál)
- 2017 Labyrint 2
- 2018 Tvoje tvář má známý hlas (TV soutěž)
- 2020 Ženská pomsta
- 2021 Ubal a zmiz
- 2021 Deníček moderního fotra